# Канадка (стрижка)
«Канадка» (также известна как канадская полька, морпех (англ. marine — морской)) — короткая мужская стрижка, для которой характерен объём в лобной и теменной зонах.
Волосы по сторонам, на затылке и висках стригутся короче, часто с использованием машинки. Самые длинные пряди в этой стрижке — три-четыре сантиметра, а самые короткие могут быть не длиннее одного миллиметра. Переход от длинных прядей к коротким должен выполняться плавно, без резкой границы (хотя часто это весьма трудновыполнимо ввиду строя волос). Для придания завершенного вида при выполнении стрижки «канадка» применяются также филировка и окантовка.

## Примеры
Данный тип стрижки часто применяли/применяют
- Энрике Иглесиас
- Дэвид Бэкхем
- Со своим вариантом укладки — Элвис Пресли[3].